# 병돌리기 게임

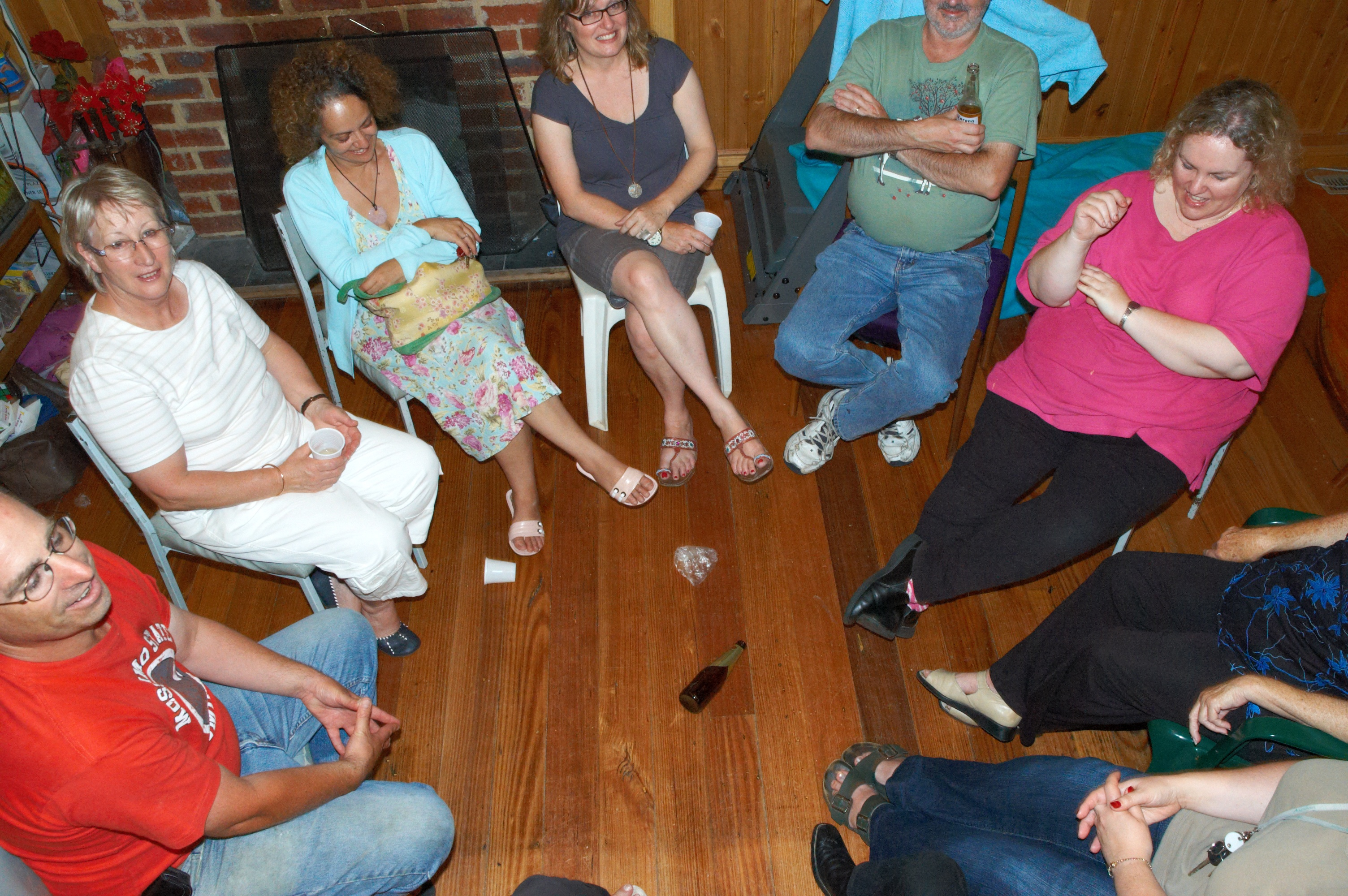
병돌리기 게임

병돌리기 게임(Spin the bottle)은 병을 사용해 하는 게임이다. 일반적으로 몇 명에서 수십명의 10대 남녀가 모여 원으로 앉는다. 원의 중심에서 병을 돌리고, 병의 입이 향한 사람이 키스를 하는 게임이다. 이 게임은 남자아이와 여자아이 사이의 "성적인" 상호작용을 촉진했기 때문에 20세기 후반에 십대들 사이에서 매우 인기가 있었다. "선으로 흥분한 고등학생이 선택한 파티 게임"으로 묘사되기도 했다. 성인용 파티 게임으로 설명되었다.
이 게임은 10대 청소년이나 젊은 성인이 가끔씩 플레이하기도 하지만 1980년대 이후 인기가 감소했다.

## 게임
이 게임은 여러 명의 플레이어가 원을 그리며 앉거나 서거나 무릎을 꿇고 진행된다. 병(일반적으로 빈 소다병이나 맥주병)이 원 중앙 바닥에 놓여 있다. 플레이어는 병을 회전시키고, 회전이 멈추면 병이 가리키는 사람에게 키스해야 한다. 또는 병이 가리키는 사람이 병 뒤쪽 끝에 있는 사람에게 키스해야 한다.
매우 많은 수의 변형이 있다. 한 가지 변형은 두 명의 플레이어가 5초 이내에 포옹해야 하고, 그렇지 않으면 10초 안에 키스해야 하며, 10초가 지났는데도 키스하지 않은 경우에는 프렌치 키스를 해야 한다는 것이다. 변형을 통해 다른 작업을 수행할 수 있다. Truth or dare?, 천국의 7분 등 다른 게임의 플레이어를 결정하는 데에도 사용할 수 있다. 이 게임의 다른 변형으로는 옷을 벗는 등의 처벌이 포함될 수도 있다.

## 역사
병 돌리기 게임에 대한 서면 기록은 1920년대로 거슬러 올라간다. 하지만 초기 기록에는 키스에 대한 언급이 없다. "Bottle of Fortune"이라는 유사한 게임에 대한 기록이 1927년까지 거슬러 올라간다.

## 같이 보기
- Truth or dare?